# 民主化 (讽刺)
民主化，又稱民主和（韓語：민주화），是韓國网上讽刺酷语，創立於1991年。另有異稱為民誅化或民誅和。一开始是由一些大学生网民们使用，表达一种非常强烈的反对意见，并讽刺多数暴力抹灭少数意见的现象。

## 外部連結
- "일진에게 민주화 당했다" 무슨 뜻? （页面存档备份，存于） 한국일보 2012.04.25 
- '민주화 당했다 = 나쁜일 당했다' （页面存档备份，存于） 강원일보 2012.05.18 
- （页面存档备份，存于） [인터넷 이디엄]<94>민주화 전자신문 2012.05.10
- （页面存档备份，存于） ‘민주화 당했다 = 나쁜일 당했다’ - 속초인뉴스 
- （页面存档备份，存于） 민주화 유공자 혜택을 받고 싶습니다:parody cartoon
- （页面存档备份，存于） ' 민주화 당하다!' - 유용원의 군사세계 - Chosun
- （页面存档备份，存于） "나 어제 민주화당했어":chogabje.com